# 이그 노벨상

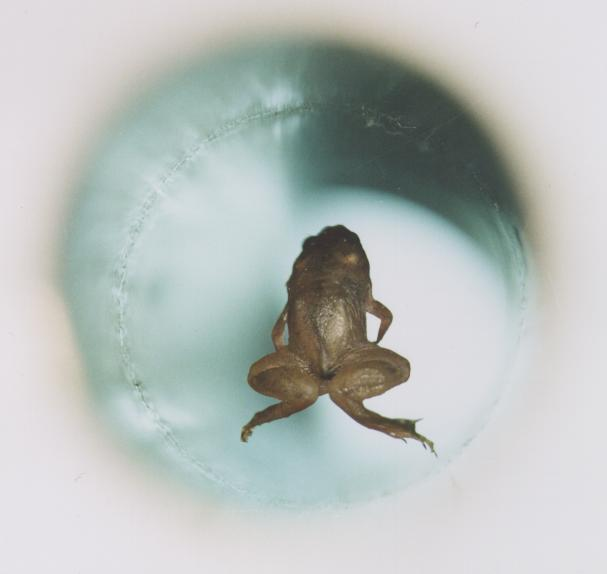
비행 개구리. 라드바우드 대학교 네이메헌의 안드레 가임과 브리스틀 대학교의 마이클 베리는 살아있는 개구리를 자기 부상시키는 실험에 대한 공로로 2000년도 이그노벨 물리학상을 받았다.

이그 노벨상(Ig Nobel Prize)은 노벨상을 패러디하여 만들어진 상이다. 1991년 미국의 유머과학잡지인 《기발한 연구 연감》(Annals of Improbable Research)에 의해 제정되어 현재에 이르고 있다. “반복할 수 없거나 반복해선 안 되는”(that cannot, or should not, be reproduced) 업적에 수여되며, 매년 가을 진짜 노벨상 수상자가 발표되기 1~2주 전에 하버드 대학의 샌더스 극장에서 시상식을 가진다. 진짜 노벨상 수상자들도 다수 참석하여 시상에 참여하며, 논문 심사와 시상을 맡고 있다.
이 상의 이름은 "불명예스러운"이라는 뜻의 영어 단어 이그노블(ignoble)과 노벨(Nobel)을 합성하여 만들어졌다. 주최측은 농담 차원에서, 노벨상의 창시자 알프레드 노벨의 친척인 이그나시우스 노벨(Ignatius Nobel)의 유산으로 이 상을 창립했다고 밝혔다. 이그나시우스 노벨은 소용돌이치는 물에 있는 기포 두 개가 절대로 똑같은 경로를 통해 표면으로 상승할 수 없다는 사실을 증명한 과학자이다.
시상 부문은 유동적이나 대체적으로 노벨상의 여섯 부문(물리학 · 화학 · 의학 · 문학 · 평화 · 경제학)에 생물학상이 추가된 7개 부문이 거의 고정적이며, 그때 그때 필요한 부문이 추가로 시상되는 형태를 띠고 있다
보통은 실제 논문으로 발표된 과학적인 업적 가운데 재밌거나 엉뚱한 점이 있는 것에 상을 준다. 과거에는 동종요법에 대한 연구나 교과 과정에서 진화에 대한 내용을 제외할 것으로 결정한 캔자스 주와 콜로라도 주의 교육 위원회를 비꼬기 위해서 상이 수여된 적도 있었다. 상금은 노벨재단이 한 해 동안 운영한 기금 이자 수입의 67.5%를 5개 부문으로 나눠 지불한다. 이외에 은박지메달, 생각하다 떨어진 사람이 그려진 상장등을 수여한다.

## 한국에서의 수상 실적
한국도 이 상에서는 5명을 배출했다.
- 1999년 '향기 나는 양복'을 개발한 FnC 코오롱의 권혁호가 환경보호상을 받았다.
- 2000년 1960년 36쌍을 시작으로 1997년 3만 6천 쌍까지 결혼을 성사시킨 공로로 문선명 교주가 경제학상을 수상했다.
- 2011년 이장림 목사가 세계 종말을 예측해 수학상을 받았다.
- 2017년 커피잔을 들고 다닐 때 커피를 쏟는 현상에 대해 연구한 한지원이 유체역학상을 수상했다.
- 2023년 변기를 이용해 대소변의 건강상태를 알 수 있는 스마트 변기를 개발한 박승민이 공중보건상을 수상했다.

## 역대 수상자들의 추가 수상
조셉 켈러(Joseph Keller) 교수는 2012년 포니테일 헤어스타일의 모양과 움직임에 관한 연구로 물리학상을 수상함으로써, 1999년의 공동 수상을 포함하여 두 번의 이그노벨상을 받은 사람이 되었다.
2000년 수상자 중 한명인 안드레 가임은 2010년 그래핀에 관한 연구로 노벨상을 수상하였다.

## 역대 이그노벨상 수상자

### 1991년
화학상
- 프랑스의 자크 벤베니스트(Jacques Benveniste)
  - 내용:물은 물질의 특성을 기억하고 있는 성질이 있으며, 또한 그 성질을 재현할 수 있는 능력도 있다는 사실을 밝혀냈다.

의학상
- 앨런 클리저먼(Alan Kligerman)의 비에노 가스제거제
  - 내용:위에 가스가 가득 차서 복부가 팽창하고 불쾌감을 느낄 때, 비에노를 사용하면 위의 가스를 제거하는 효능이 있다.

교육상
- 미국 전 부통령 댄 퀘일(J. Danforth Quayle)
  - 내용:화성에 관한 다음과 같은 비과학적인 발언으로 과학교육을 좀 더 받을 필요성을 역설한 공로로 이그노벨 교육상을 수상했다.

| “ | 화성은 (지구와) 본질적으로 같은 궤도에 있습니다....화성은 (지구와) 태양과 같은 거리를 두고 떨어져 있고, 그게 중요한 점이죠. 우리는 우리가 믿기에는 운하가 있는, 그리고 물이 있는 사진들을 보아왔습니다. 만일 거기에 물이 있다면, 거기엔 산소가 있을 것이고, 산소가 있다면, 우리는 숨을 쉴 수 있다는 뜻이지요." | ” |

생물학상
- 로버트 클라크 그레이엄(Robert Klark Graham)
  - 내용:그는 우성정자은행을 설립하여 우수한 인간의 유전자만을 선별하여 인류의 발전에 기여하려 했다.

경제학상
- 마이클 밀컨(Michael Milken)
  - 내용:그는 남들이 거들떠 보지 않는 정크 본드(Junk Bond)에 투자하여 큰 수익을 남겼다.

문학상
- 스위스의 에리히 폰 다니켄(Erich von Daniken)
  - 내용:고대 유물들의 연구와 재해석을 바탕으로 (신들의 전차)라는 책을 출판했다. 그는 그의 저서에서, 고도의 문명을 가진 외계인들이 고대의 지구에 나타난 적이 있으며, 고대의 유물들은 이 외계인들의 흔적이라고 주장하였다.

평화상
- 미국의 물리학자 에드워드 텔러(Edward Teller)
  - 내용:그는 수소폭탄의 제조 및 개발에 커다란 기여하였다. 때문에 그는 (수소폭탄의 아버지)라고 불린다.

### 1992년
의학상
- 일본 시세도 연구소의 F. 간다(F.Kanda) 외 5명
  - 내용:'발의 악취의 합성 과정'을 과학적으로 해명하였다.

고고학상
- 프랑스 기독교 청년단체 Eclaireurs de France(길을 밝히는 자들)
  - 내용:프랑스 메리어리스 동굴에 있는 15,000년 된 동굴벽화를 지우고 그 자리에 그래피티(graffitti, 낙서)를 그렸다.

경제학상
- 영국의 런던 로이즈(Loyds of London)
  - 내용:미국 법원으로부터 명령받은 보험금 지급(석면, 오염, 그리고 건강을 위협하는 것들에 관해서)을 거절하기로 결의하였다. 이 결정은 런던 로이즈에 커다란 재앙을 불러왔다.

생물학상
- 미국의 세실 제이컵슨(Cecil Jacobson)
  - 내용:시험관 아기 사업을 빙자하여 커다란 사기극을 벌였다.

화학상
- 이베타 바사(Ivette Bassa)(여성 최초의 이그노벨상 수상자)
  - 내용:세계 최초로 푸른 빛으로 빛나는 젤로(젤리의 일종)를 합성하는 데 성공하였다.

물리학상
- 다비드 콜리(David Chorley)와 더그 바워(Doug Bower)
  - 내용:그들은 밀밭에 특수한 도구를 이용하여 미스테리 서클을 만들었다.

평화상
- 로스앤젤레스 전 경찰국장 대릴 게이츠(Daryl Gates)
  - 내용:그는 '마약과의 전쟁'을 선포하여 약물 중독자에 대한 무차별적인 공격을 지시하였다.

영양학상
- 한 익명의 소비자
  - 내용:그는 54년 묵은 스팸을 먹고도 아무 탈 없이 소화시켰다.

문학상
- 러시아의 유리 티모피비치 스트록츠코브(Yuri Struchkov)
  - 내용:그는 1981년에서 1990년동안 무려 948개의 과학논문을 작성하였다.(평균 3.9일마다 논문 하나)

예술상
- 미국의 짐 놀턴(Jim Knowlton)
  - 내용:여러 동물들의 생식기를 비교하여 (동물나라의 생식기 왕국)전시회를 개최하였다.

### 1993년
심리학상
- 하버드 의과대학생 존 맥(John Mack)과 템플대학교의 다비드 야콥(David Jacob)
  - 내용:외계인에 의해 납치되어 인격이 개조된 인간의 사례를 발표하였다.

소비자 공학상
- 미국의 론 포페일(Ron Popeil)
  - 내용:Veg-O-Matic 등 수많은 가정용품들을 발명하였다.

생물학상
- 미국의 파울 윌리엄스 주니어(Paul Williams Jr.)와 케네스 W. 뉴얼(Kenneth W. Newell)
  - 내용:돼지의 배설물을 통해 전염되는 살모넬라 균에 관해서 연구하였다.

경제학상
- 미국의 경제학자 라비 바트라(Ravi Batra)
  - 내용:(1990년 불경기)라는 책과 (1990년 불경기에서 살아남는 법)이라는 책 두 권을 동시에 써냈다.

평화상
- 펩시콜라 필리핀 지부
  - 내용:필리핀 펩시콜라는 백만장자 콘테스트를 개최하였는데, 실수로 당첨번호를 잘못 불러주는 바람에 필리핀에 싸움이 일어났다.

환상의 기술상
- 미국의 제이 스치프먼(Jay Schiffman)
  - 내용:운전 중에도 TV를 볼 수 있는 Auto Vision을 발명하였다.

화학상
- 미국의 제임스 캠벨(James Cambell)과 게인스 캠벨(Gaines Cambell) 형제
  - 내용:향기나는 잡지책을 발명하였다.

문학상
- 미국의 E. 토폴(E. Topol)
  - 내용:15개국의 972명의 학자들이 장장 100시간에 걸쳐서 (심근경색의 4가지 혈전용해 전략의 비교실험) 의학논문을 작성하였다.

수학상
- 미국의 로버트 페이드(Robert Faid)
  - 내용:미하일 고르바초프가 적그리스도일 확률[1]을 수학적으로 계산하였다.

물리학상
- 프랑스의 루이 케르브란(Louis Kervran)
  - 내용:계란 껍데기 속의 칼슘을 이용하여 실온 핵융합을 성공시켰다고 주장하였다.

의학상
- 제임스 F. 놀런(James F. Nolan)외 2명
  - 내용:바지 지퍼에 음경이 끼였을 때의 의료대처법에 관한 논문을 작성하였다.[2]

### 1994년
생물학상
- W.브라이언 스위니(W.Brian Sweeny)외 4명
  - 내용:미군에 배치된 군인들의 창자 운동을 분석하여 군인과 변비의 상관관계를 규명하였다.

평화상
- 마하리쉬 대학교 소속의 존 해글린(John Hagelin)
  - 내용:명상요법이 워싱턴시의 강력범죄를 18% 감소시키는 효과를 입증하였다.

의학상
- 리처드 C. 다트(Richard C. Dart)외 1명
  - 내용:방울뱀 중독 치료에 실패한 전기충격요법 사례를 바탕으로 논문을 작성하였다.

곤충학상
- 로버트 A. 로페즈(Robert A. Lopez)
  - 내용:고양이 귀 진드기를 자신의 귀에 적접 넣고 연구하였다.

심리학상
- 싱가포르의 전 1급장관 리콴유(李光耀)
  - 내용:그의 강력한 법치주의는 심리학적으로 중요한 사례를 남겼다.

문학상
- 사이언톨로지의 창시자 L. 론 허버드
  - 내용:그의 저서 다이어네틱스가 이그 노벨 문학상을 수상하였다.

화학상
- 텍사스 상원위원 밥 글래스고(Bob Glasgow)
  - 내용:허가없이 실험용 유리제품을 구입하는 것을 불법으로 규정하는 법안을 상정하였다.

경제학상
- 칠레의 후안 파블로 다빌라
  - 내용:주식 거래할 때 오식으로 칠레 총 생산량이 5% 감소하는 사태를 초래하였다.

수학상
- 앨라배마주의 남부 침례교 교회
  - 내용:엘라바마 주에 거주하는 주민들 중 지옥에 가게 될 시민들의 수를 수학적으로 계산하였다.

### 1995년
영양학상
- W.존 마르티네스(John Martinez)
  - 내용:사향 고양이의 배설물 속의 커피 원두로 만든 루악 커피를 발견하였다.

물리학상
- 잉글랜드 식품연구소 소속의 D.M.R 조깃(D.M.R Georget)
  - 내용:시리얼에 우유 대신 물을 넣어서 먹은 자신의 경험을 말했다.

의학상
- 마샤 E. 뷰벌(Marcia E. Buebel)
  - 내용:의도적으로 콧구멍으로 숨을 쉬려 할 경우 일어나는 현상에 관해 연구하여 논문으로 작성하였다.

심리학상
- 케이오 대학의 와타나베 시게루 외 2명
  - 내용:비둘기를 훈련시켜 피카소와 모네의 그림을 구별할 수 있게 하였다.

공공의학상
- 노르웨이의 마르타 콜드(Martha Kold)와 덴마크의 루트 닐손(Ruth Nielson)
  - 내용:젖은 속옷과 마른 속옷 중에서 무엇을 입는 것이 추운지를 과학적으로 입증하였다.

치의학상
- 로버트 H 버몬트(Robert H. Beaumont)
  - 내용:사람들이 귀찮기 때문에 치실보다 양치질을 선호하다는 것을 연구하였다.

### 1996년
문학상
엘런 소칼(Alan Sokal)의 경계를 넘어서 : 양자 중력의 변형적 해석학을 위하여(Transgressing the Boundaries: Toward a Transformative Hermeneutics of Quantum Gravity)

### 1997년
- 천문학 – 화성에서 인면암을 찾아내고, 달에서 수 마일 높이의 고층 건물을 찾아낸 뉴저지주의 리처드 C. 호글란드[3]
- 생물학 – 서로 다른 맛 풍선껌을 씹는 사람의 뇌파를 측정한 취리히 대학병원, 칸사이 의학대학교, 그리고 체코 프라하의 신경과학 기술 연구소의 T. Yagyu 일동[4]
- 통신상 – 필라델피아의 Cyber Promotions CEO인 샌퍼드 월레스. 막을 수 없을 정도로 전 세계로 어마어마한 스팸 메일을 보냈다.
- 경제학 – 치바현 위즈사의 아카히로 요코이와 반다이사. 엄청난 시간을 가상 애완동물로 보내게 하였음.
- 곤충학 – 플로리다 대학교의 마크 호스테슬러와 그가 쓴 책. 창에 붙은 곤충 자국을 기반으로 하여 곤충 종류를 판단할 수 있게 되었음.
- 문학상 – 통계적인 분석으로 성경에 숨겨진 암호가 있다는 걸 밝혀낸 이스라엘의 도론 윗츠툼, 엘리야 립스, 요아프 로젠버그, 미국의 마이클 드로스닌.[5]
- 의학상 – 배경 음악을 들을시 면역계가 활성화되어 감기에 걸리는 걸 막아줄 수 있다는 연구를 한 윌키스 대학교의 칼 J. 채니츠키, 프랜시스 X. 브레넌 주니어, 그리고 시애틀 Muzak 사의 제임스 F. 해리슨.[6]
- 기상학 – 올버니 대학교의 버나드 보니것의 "닭의 털 뽑기로 토네이도 풍속 측정"이란 보고서로 수상[7]
- 평화상 – 여러 방법의 사형에서 느껴질 수 있는 통증이라는 보고서를 쓴 서리 대학교의 해럴드 힐먼[8]
- 물리학상 – 텍사스 A&M 대학교의 존 보크리스 수상. 그의 상온 핵융합 연구와, 기본 입자를 금으로 바꾸고, 지역 쓰레기의 전기화학적 발화를 기리기 위해 수상.

### 1999년
대한민국에서는 1999년 '향기 나는 양복'을 개발한 FnC 코오롱의 권혁호씨가 환경보호상을, 대규모 합동결혼을 성사시킨 공로로 통일교 문선명 교주가 2000년 경제학상을 받았다.[1]

### 2000년
물리학상
- 나이메헌 대학 물리학과 안드레 가임(Andre Geim)
  - 내용:개구리가 반자성을 띤다는 사실을 발견함. 안드레 가임은 2010년 그래핀에 대한 연구 업적으로 노벨 물리학상 수상자가 되어, 이그 노벨상 수상자중 유일한 노벨상 수상자가 되었다.

의학상
- 네델란드 인류학자 Ida Sabelis ( 여 )
  - 내용: 자기공명영상촬영장치 ( MRI )에서 공동 저자인 남성과 성교하는 영상을 촬영한 다음 연구 논문을 작성하였다. 논문 제목은 '성교 중 여성이 흥분상태에 있을 때 남녀성기의 MRI 영상'이고 이 논문은 1999년 영국 의학저널에 발표되었다. 영문 논문 제목은 'Magnetic Resonance Imaging of Male and Female Genitals During Coitus and Female Sexual Arousal.' [Published in British Medical Journal, vol. 319, 1999, pp 1596–1600.].

### 2008년
화학상
(공동수상)
- 미국 보스턴 의대 데버러 앤더슨
  - 내용:다이어트 콜라에는 피임 효과가 있다
- 대만 타이베이 의대 연구진
  - 내용:다이어트 콜라에는 피임 효과가 없다

영양학상
- 영국 옥스퍼드대 심리학과 찰스 스펜스(Charles Spence)
  - 내용:듣기 좋은 과자 씹는 소리가 과자를 더 맛있다고 믿게 만드는 심리학 연구

생물학상
- 프랑스 툴루즈 국립수의대 카디에르게(Marie-Christine Cadierques) 외 2명
  - 내용:개에 기생하는 벼룩이 고양이에 기생하는 벼룩보다 더 높이 뛰는 이유

의학상
- 미국 듀크대 댄 애리얼리(Dan Ariely)
  - 내용:비싼 가짜 약이 싼 가짜 약보다 효능이 더 좋다.

경제학상
- 미국 뉴멕시코대 심리학과 제프리 밀러(Geoffrey Miller)
  - 내용:스트립댄서의 생식주기와 수입 간의 관계

### 2009년
수의학상
- 영국 뉴캐슬대 연구팀
  - 내용:이름을 가진 젖소는 이름이 없는 젖소보다 우유를 더 많이 생산한다.

평화상
- 스위스 베른대 법의학장 스테판 볼리거(Stephan Bolliger) 외 4명
  - 내용:빈 맥주병으로 머리를 맞았을 때가 가득 찬 맥주병보다 더 치명적이다.

경제학상
- 아이슬란드 은행 4개
  - 내용:소규모 은행이 얼마나 빨리 커졌다가 작아질 수 있는지 보여주었다.

화학상
- 멕시코 국립자치대학 하비에르 모랄레스(Javier Morales) 외 2명
  - 내용:테킬라를 이용한 다이아몬드 필름 제조법 발견

의학상
- 미국 캘리포니아 도널드 엉거(Donald L. Unger)
  - 내용:60년간 손가락 관절을 꺾은 결과 관절염에 영향이 없었다[9].

물리학상
- 미국 신시내티대 캐서린 휘트컴(Katherine K. Whitcome) 외 2명
  - 내용:임산부가 앞으로 넘어지지 않는 이유 규명

문학상
- 아일랜드 경찰청
  - 내용:프라보 야즈디(Prawo Jazdy, 운전면허) 씨에게 교통법규 위반 딱지를 50장 발부했다.

공중보건상
- 옐레나 보드나르(Elena N. Bodnar) 외 2명
  - 내용:비상시 방독면으로 사용 가능한 브래지어 발명

수학상
- 기든 고노(Gideon Gono) 짐바브웨 준비은행장
  - 내용:인플레이션을 방치해 실제 가치 10원인 100조 달러어치 지폐 발행

생물학상
- 일본 기타사토 대학 의학대학원 다구치 후미아키 외 2명
  - 내용:판다의 변(便)이 음식물 쓰레기 분해에 효과가 있음을 규명

그 외

### 2010년
평화상
- 영국 킬대학 연구팀
  - 내용:욕설시 고통을 덜 느낀다는 연구 결과를 발표

화학상
- MIT 연구팀
  - 내용:심해에서 기름과 물이 섞일 수 있다는 실험에 성공

### 2011년
의학상
- 미국 브라운대학 연구팀
  - 내용: 소변을 참으면 판단력과 집중력이 가벼운 알코올 중독이나 24시간 잠을 자지 않은 것과 같은 상태가 된다는 것을 입증

화학상
- 일본인 연구팀
  - 내용:한밤 중 화재가 일어났을 때 비상알람 소리를 듣지 못해 사고 위험에 처할 수 있는 청각장애인을 위해 고추냉이를 공기 중에 희석시킨 ‘와사비 알람’을 연구

평화상
- 리투아니아 빌니우스시의 아투라스 주오카스 시장
  - 내용:불법주차된 메르세데스 벤츠 승용차를 장갑차로 뭉개버림

생물학상
- 대릴 그와인과 데이비드 렌츠
  - 내용:특정 종류의 수컷 딱정벌레가 특정 종류의 호주산 맥주병을 암컷으로 착각해 짝짓기하는 현상을 발견

물리학상
- 유럽 연구진
  - 내용:투원반 선수와 달리 해머던지기 선수는 어지럼증을 느끼지 않는 이유를 분석

수학상
- 6명의 종말론자
  - 내용:지난 50년 동안 인류 마지막 날을 매번 틀리게 예측

### 2012년
음향부문상
- 구리하라 가즈타카(일본 산업기술총합연구소 연구원)외 1명
  - 내용:스피치재머(SpeechJammer) : 어떤 사람의 목소리를 녹음해 수백 밀리세컨드(1천분의 1초) 차이로 지연해 내보내는 메아리 효과를 보임

평화상
- 러시아 SKN사
  - 내용:오래된 탄약을 '나노 다이아몬드'(nano-diamonds)라는 새 다이아몬드로 바꾸는 기술을 이용, 사물을 튼튼하게 코팅

심리학상
- 네덜란드 연구진
  - 내용:왜 파리 에펠탑을 왼쪽으로 비스듬히 보면 더 작게 보이는지에 대한 연구

물리학상
- 영미 연구진
  - 내용:말총머리가 왜, 어떤 방식으로 흔들거리는지에 대한 연구

### 2013년
평화상
- 알략산드르 루카셴카 벨라루스 대통령과 벨라루스 경찰
  - 내용:공공장소에서 박수를 법으로 금지함. 또한 한 손 밖에 없어 박수를 칠 수 없는 남성을 이 법령에 의해 체포함.

공공보건상
- 태국 의료진
  - 내용:성기가 절단된 남성을 위한 전문 치료법을 개발함

고고학상
- 미국과 캐나다 연구진
  - 내용:설치류의 뼈 중 어느 부분이 인간의 소화기관에 의해 소화되는 지를 연구

심리학상
- 미국과 프랑스 연구진
  - 내용:술에 취했다고 생각한 사람은 자신이 매력적이라고 생각한다는 이론을 내놓음

화학상
- 일본·독일 연구진
  - 내용:양파를 깠을 때 눈물이 나는 현상이 기존에 밝혀진 것보다 더 '복잡한' 과정에 의해 이뤄진다는 연구결과를 발표

물리학상
- 이탈리아 밀라노대 미네티 교수팀
  - 내용: 달에 연못이 있을 경우 빠지지 않고 물위를 걸어갈 수 있다는 것을 연구

개연성상
- 영국·네덜란드·캐나다 연구진
  - 내용:오래 누워있던 소 일수록 더 빨리 일어나며 일단 소가 서면 언제 다시 누울지 예측이 어렵다는 연구를 진행

생물학, 천문학상 (공동)
- 스웨덴·호주·독일·영국 연구진
  - 내용:개똥벌레가 길을 잃었을 경우 은하수를 바라봄으로써 다시 올바른 길을 찾아간다는 것을 연구

안전공학상
- 미국인 구스타노 피조
  - 내용:비행기 납치범을 낙하산 패키지에 집어넣어 경찰에 인도하는 시스템을 고안

2013년 수상에는 주최 측이 올해 부문별 상금 규모를 10조달러 로 정했다고 말해 이목을 끌었으나 곧 기준 화폐가 미 달러가 아닌 짐바브웨 달러라고 밝히는 해프닝이 있었다.

## 같이 보기
- 다윈상
- 레몬상